# Apanthura dimorpha
Apanthura dimorpha är en kräftdjursart som först beskrevs av Brian Frederick Kensley 1982.  Apanthura dimorpha ingår i släktet Apanthura och familjen Anthuridae. Inga underarter finns listade i Catalogue of Life.